# ريتشارد باريديس
ريتشارد باريديس (بالإسبانية: Richard Paredes)‏ هو لاعب كرة قدم تشيلي في مركز مهاجم ‏، ولد في 1995 في سانتياغو في تشيلي. لعب مع نادي بالستينو.

## وصلات خارجية
- ريتشارد باريديس على موقع قاعدة بيانات كرة القدم.إي يو (الإنجليزية)
- ريتشارد باريديس على موقع Soccerway.com (الإنجليزية)